# Siedliska koło Tuchowa
Siedliska koło Tuchowa – przystanek kolejowy i mijanka w miejscowości Siedliska, w województwie małopolskim, w Polsce.

## Ruch pasażerski
| Rok  | Wymiana pasażerska na dobę |
| ---- | -------------------------- |
| 2017 | 0-9                        |
| 2022 | 20-49                      |